# Lenningen (Luxemburg)
Lenningen (luxemburgisch Lennengⓘ) ist eine Gemeinde im Großherzogtum Luxemburg und gehört zum Kanton Remich.

## Zusammensetzung der Gemeinde
Die Gemeinde besteht aus den Ortschaften Canach und Lenningen.

## Geschichte

### Hof Lenningen
Grundherr des früheren Hofes Lenningen war das Trierer Domkapitel. Zum Hof Lenningen gehörten damals die Dörfer Beyren, Ehnen, Gostingen, Greiweldingen, Kanach, Lenningen, sowie mehrere Vogteien in Wormeldingen. Verwaltung und Gerichtsbarkeit lagen in den Händen eines Schultheißen und von elf Schöffen. Lange Jahre stellte die in Ehnen residierende Familie Wellenstein den Schultheiß im Hof Lenningen.
Die Familie Wellenstein hatte ihren Ursprung in Bech-Kleinmacher. Engelbert Wellenstein ist wahrscheinlich der Erbauer des sogenannten Wellenstein-Hauses in Ehnen. Er war auch Hochgerichtsschöffe der Landrichterei Grevenmacher. Sein Sohn Johann Wilhelm Wellenstein (* 1661; † 5. Januar 1736 in Ehnen) war Schultheiß des Trierer Domkapitels für die Höfe Lenningen (L) und Wawern (D). Er war verheiratet mit einer Margaretha de Loen. Es besteht ein Scheffenweistum des Hofs Lenningen vom 23. Mai 1485, dann eine Huldigung, eine Erneuerung des Weistums, sowie einer Festsetzung der Maße und Gewichte am 5. Juli 1663. Damals war ein Peter Greiffeldingen von Ehenen (= Ehnen) Schultheiß. Aus dem Dorfe Ehnen werden außerdem erwähnt Mathias Lose, Johannes Beckius, Peter Brick, Hilgert Greiffeldingen. Nach Peter Greiffeldingen folgten Johann Wilhelm Wellenstein und auf diesen dessen Sohn Nikolaus Wellenstein (genannt Beau Soleil), der Schultheiß mehrerer Höfe war. Es waren dies die Höfe Lenningen, Wawern, Perl, Mandern und Faha mit jeweils den damals zu diesen Höfen gehörenden Dörfern und Vogteien. Laut Jahrgeding aus dem Jahr 1751 gehörten zum Hof Lenningen mehrere Dörfer mit ihren „Gehöber“ und zwar Kanach 66; Beuren(Beyren)17; Gostingen 37; Greiweldingen 38; Lenningen 31; aus der heutigen Gemeinde Wormeldingen, damals aber zum Hof Lenningen gehörend, Ehnen 85 und Wormeldingen 6.
Vor dem Dreißigjährigen Krieg gehörten Lenningen und Canach zur Landrichterei Grevenmacher.
Das Dorf Lenningen hatte vor dem Dreißigjährigen Kriege 24 Haushalte, im Jahre 1656 gab es nur noch den Schultheiss und den Dorfpfarrer. Der Schultheiß hatte im Dorfe Lenningen aber keinen persönlichen Grundbesitz, er wird dort nur als Pächter der dem Trierer Domkapitel gehörenden Güter geführt. Er hatte dort im Dorfe Lenningen 4 Pferde, 7 Stück Hornvieh und zahlte für sich (à son particulier) 35 Pattagone an Diedenhofen. Die Gemeinde Lenningen hatte einen Gemeindewald von annähernd 50 Morgen und eine Schuld von 600 Gulden.

### Canach

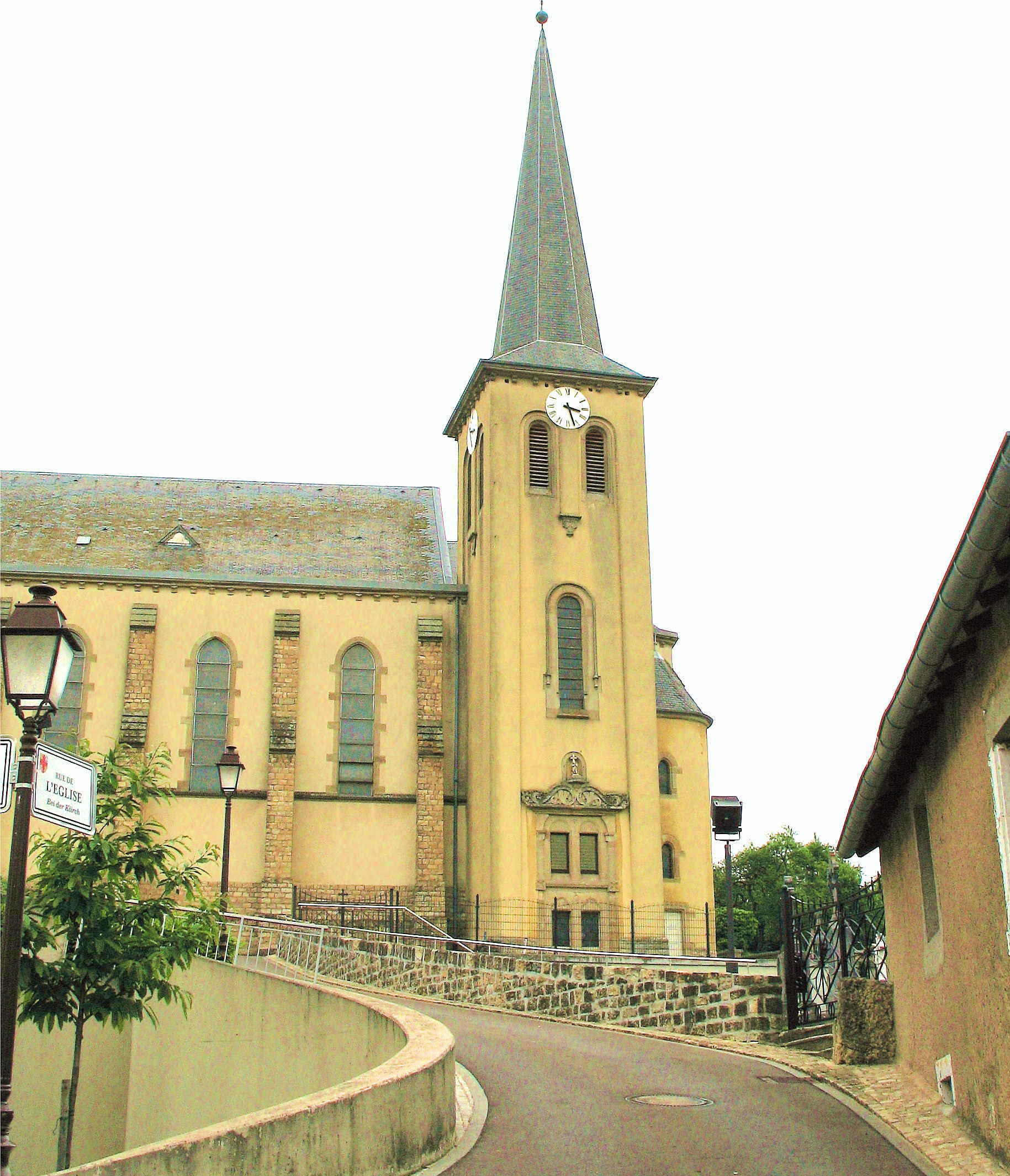
Canacher Kirche

Dem Dorf Canach, damals noch Kannich genannt, hatte vor dem Kriege noch 34 Haushalte, 1656 nur noch 9 Haushalte. Es waren dies mit Namen:
Arnold Müller am Stegh hat ein Haus mit Dependenzien, 3 Morgen Land in einem Bering, 4 Pferde, 3 „à hoste“ und schuldete 600 Gulden.
Webers Johann war Leineweber in Canach, wohnte in einer alten Hütte mit einem kleinen Garten, hatte 4 Morgen Land, eine kleine Fuhre Heu, 1 Kuh „à hoste“ und 2 Kälber, dann schuldete er noch 100 Gulden.
Velters Friederich war Bauer in Canach, hatte ein Haus mit Dependenzien, 20 Morgen in eigenem Besitz, 4 Fuder Heu, 4 eigene Pferde, 4 Kühe „à hoste“ und schuldete 600 Gulden.
Theis Stourme (später Sturm) war Bauer in Canach, hatte ein Haus mit Dependenzien, 3 Morgen in eigenem Besitz, 2 Fuhren Heu, dann noch 3 eigene Pferde, 3 Kühe „à hoste“ und schuldete 500 Gulden.
Schneyders Theis von Canach hatte ein Haus mit Dependenzien, 1 Kuh „à hoste“ und schuldete 350 Gulden.
Lodwigs Merten besaß 1656 die Hälfte eines kleinen Hauses mit einem kleinen Garten, 1 Morgen in eigenem Besitz, nur 1 kleine Fuhre Heu, hatte aber 1 Pferd, dann noch 8 Kühe „à hoste“ und schuldete 200 Gulden.
Marx Speicher hatte in Canach ein Haus mit Dependenzien, ungefähr 50 Morgen Land, dann noch 8 Fuhren Heu, 2 Pferde, 2 Kühe „à hoste“ und schuldete 200 Gulden.
Schneiders Clement hatte in Canach ein Haus mit Dependenzien, ihm gehörten 7 Morgen Land, hatte 1 Fuhre Heu, 2 eigene Pferde, 3 Kühe „à hoste“ und schuldete 250 Gulden.
Gaspar am Stegh hatte in Canach ein Haus mit Dependenzien, dann Land für einen halben Pflug (= 6 Morgen, denn 1 Pflug waren 12 Morgen), hatte ein eigenes Pferd, 8 Kühe „à hoste“ und schuldete 250 Gulden.
Stourms Clement, wohnte 1656 in Canach. Da er schon über zwei Jahre krank war, schuldete er mehr als er an Besitz hatte.
Der Canacher Gemeindewald (gemeint war dem Dorfe gehörend), umfasste mehr als 40 Morgen. Früher stand im Dorfe auch ein herrschaftliches Haus, das aber 1656 ganz zerstört und verfallen war. Vor dem Dreißigjährigen Krieg gab es in Canach auch einige Weinberge, die aber 1656 verwüstet waren. Die Gemeindeschuld betrug im Jahre 1656 immerhin 1500 Gulden, nebenbei zahlten die Einwohner von Canach auch noch sehr hohe Grundrenten. Die halbjährliche Schatzung von 22 Pistolen war an Diedenhoden zu zahlen.

## Wappen
Blasonierung: „Geviert von Gold und Silber durch ein rotes durchgehendes Balkenkreuz, bewinkelt von Teilen eines ebensolchen geviertelten (zerteilten) Ankerkreuzes.“